# El aprendiz de amante
El aprendiz de amante es una obra de teatro en tres actos de Víctor Ruiz Iriarte, estrenada en 1947.

## Argumento
Andrés es un burgalés que se instala en Madrid, donde conoce a Catalina, de la que enamora perdidamente. Consciente de su timidez patológica, Andrés se finge un seductor, consiguiendo así el amor de la mujer. Una vez casados, Andrés confiesa a su ya esposa que él en realidad no es ningún Don Juan, pero ella no acepta esa realidad, pues prefiere seguir pensando que su hombre es el deseado por otras. De ese modo, Andrés se ve obligado, contra su voluntad, a mantener la ficción y a trasnochar continuamente empuejado por Catalina, pese a que él preferiría el recogimiento del hogar. Harto de la situación, decide regresar a Burgos. Pero hasta allí había llegado su fama. Al final, Catalina acepta a su marido tal como es y el matrimonio se reconcilia.

## Personajes
- Catalina.
- Andrés.
- Gaby.
- Felisa.
- Cecilia.
- Juana.
- Tomás.
- El Maître.[1]
- La Desconocida.

## Representaciones destacadas
- Teatro (Estreno, Teatro Eslava de Valencia, 27 de noviembre de 1947). Intérpretes: Carmen Carbonell (Catalina), Antonio Vico (Andrés), Pilar Bienert, Antoñita Mas, María Luisa Arias, José Alburquerque.

- Televisión (Estudio 1, Televisión española, 4 de agosto de 1975). Dirección: Pedro Amalio López. Intérpretes: Elisa Ramírez (Catalina), Agustín González (Andrés), José Sacristán, Fiorella Faltoyano, Carmen Rossi, Valentín Tornos, Irán Eory, Concha Bañuls.